# اتفاقية جنسية المرأة المتزوجة
اتفاقية جنسية المرأة المتزوجة هي اتفاقية دولية صدرت عن الجمعية العامة للأمم المتحدة في 1957، ودخلت حيز التنفيذ في 1958. وحتى 2013، وصل عدد الدول الأطراف فيها إلى 74 دولة.

## خلفية
قبل إبرام الاتفاقية، لم يكن هناك تشريع يحمي حق المرأة المتزوجة في أن تحتفظ أو تتخلى عن جنسيتها الوطنية، بعكس الرجل؛ فأدركت جماعات حقوق المرأة الحاجة لحماية قانونية لحقوق المرأة التي تتزوج أجنبياً أو حامل لغير جنسيتها. وخلال أوائل القرن العشرين، ضغطت جماعات حقوق المرأة على منظمة عصبة الأمم لمعالجة النقص في القوانين الدولية اللازمة لحفظ جنسية المرأة المتزوجة. وقد واجه مؤتمر تدوين القانون الدولي، الذي عقد في لاهاي عام 1930، انتقادات جماعات دولية لحقوق المرأة، بعد رفض العُصبة أن يتضمّن القانون حقوق جنسية المرأة المتزوجة. لكن قامت العصبة بدوراً كبيراً في مجال المساواة بين الرجل والمرأة، والذي يوصَف بأنه دور الدول الأعضاء لا دور المنظمة نفسها.
أطلق التحالف الدولي لتصويت المرأة (سُمّى لاحقاً التحالف الدولي للمرأة) حملة برقيات في 1931 للضغط على عصبة الأمم لمعالجة القصور التشريعي، وقد أرسلت نساء من مختلف دول العالم برقيات احتجاج إلى عصبة الأمم؛ فقامت العُصبة بإنشاء لجنة استشارية غير مموَّلة لبحث جنسية المرأة المتزوجة.
وفي 1933، صدّق مؤتمر بان أميريكان في مونتفيدو على اتفاقية جنسية المرأة، والتي صدرت في نفس توقيت صدور «معاهدة المساواة في الحقوق بين الرجل والمرأة»؛ وقد ورد في تلك الوثيقتين، لأول مرة في تاريخ القانون الدولي، مبدأ المساواة بين الجنسين وضرورة إدراجه في التشريعات الوطنية. والضغط الذي قام به حزب المرأة الوطني الأمريكي كان له الفضل في هذا التشريع، رغم أنه لا منظمة العمل الدولية ولا عصبة الأمم صدّقتا على أي تشريع بهذا الصدد خلال السنوات ما بين الحربين العالميتين.

## دخولها حيز التنفيذ

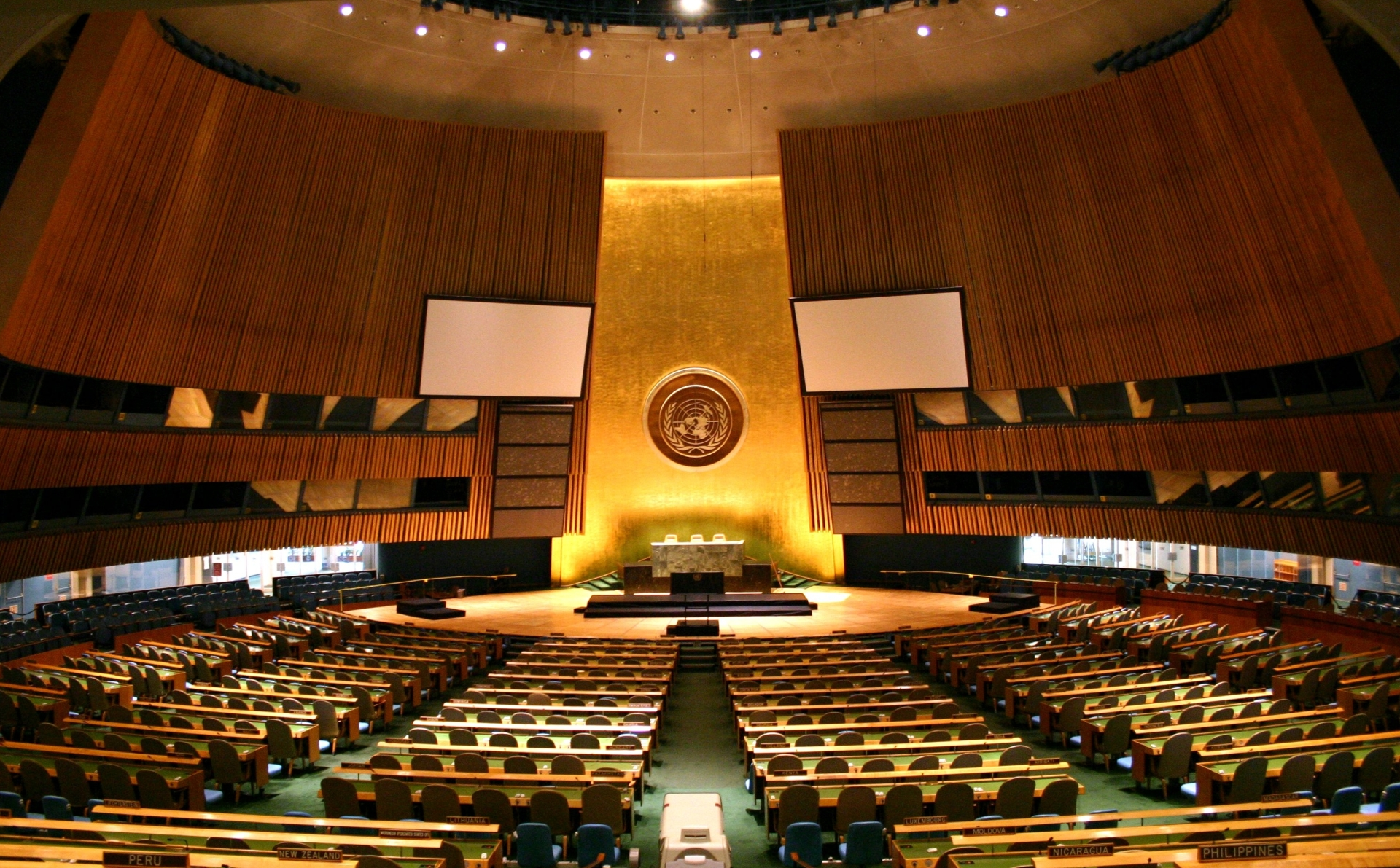
الجمعية العامة للأمم المتحدة

كانت قضية جنسية المرأة المتزوجة هي القضية الرائدة في مجال المرأة، التي واجهت الأمم المتحدة بعد إنشائها؛ فتم إنشاء لجنة الأمم المتحدة لوضع المرأة، وجعلت القضية من أولويات جدول أعمالها، وأطلقت اللجنة دراسة في 1948 أوصت بها إلى مجلس الأمم المتحدة الاقتصادي والاجتماعي أن تُصاغ التشريعات لإعطاء المرأة حقوقها على قدم المساواة مع الرجل، على النحو المبين في المادة 15 من الإعلان العالمي لحقوق الإنسان. وقد دخلت الاتفاقية حيز التنفيذ في 11 أغسطس 1958.

## وصلات خارجية
- النص الكامل للاتفاقية
- التوقيعات والتصديقات